# 't Dondert en 't bliksemt
"'t Dondert en 't bliksemt" is een nummer van de Nederlandse band Guus Meeuwis & Vagant. Het nummer verscheen op hun album Schilderij uit 1997. In januari 1998 werd het nummer uitgebracht als de tweede single van het album.

## Achtergrond
De muziek van "'t Dondert en 't bliksemt" is geschreven door Meeuwis en Ad Kraamer in samenwerking met Vagant-leden Jan Willem Rozenboom en Robin van Beek, terwijl de tekst is geschreven door Meeuwis, zijn broer Mark, Erwin Boerenkamps en Robbert Schrijen. Het nummer is geproduceerd door Kraamer. Het nummer is ontstaan als het lustrumlied van de studentenvereniging T.S.C. Sint Olof, waar de bandleden op dat moment deel van uitmaakten. Tevens werd een deel van de melodie (lala lalalalala) in 1979 al gebruikt in het nummer "Go West" van de Village People.
"'t Dondert en 't bliksemt" werd een hit in Nederland met een twaalfde plaats in de Top 40 en een vijftiende plaats in de Mega Top 100.

## Hitnoteringen

### Nederlandse Top 40
| Hitnotering: 31-01-1998 t/m 21-03-1998 | Hitnotering: 31-01-1998 t/m 21-03-1998 | Hitnotering: 31-01-1998 t/m 21-03-1998 | Hitnotering: 31-01-1998 t/m 21-03-1998 | Hitnotering: 31-01-1998 t/m 21-03-1998 | Hitnotering: 31-01-1998 t/m 21-03-1998 | Hitnotering: 31-01-1998 t/m 21-03-1998 | Hitnotering: 31-01-1998 t/m 21-03-1998 | Hitnotering: 31-01-1998 t/m 21-03-1998 | Hitnotering: 31-01-1998 t/m 21-03-1998 |
| Week                                   | 1                                      | 2                                      | 3                                      | 4                                      | 5                                      | 6                                      | 7                                      | 8                                      |                                        |
| -------------------------------------- | -------------------------------------- | -------------------------------------- | -------------------------------------- | -------------------------------------- | -------------------------------------- | -------------------------------------- | -------------------------------------- | -------------------------------------- | -------------------------------------- |
| Positie                                | 29                                     | 23                                     | 19                                     | 14                                     | 12                                     | 13                                     | 27                                     | 40                                     | uit                                    |

### Mega Top 100
| Hitnotering: 17-01-1998 t/m 11-04-1998 | Hitnotering: 17-01-1998 t/m 11-04-1998 | Hitnotering: 17-01-1998 t/m 11-04-1998 | Hitnotering: 17-01-1998 t/m 11-04-1998 | Hitnotering: 17-01-1998 t/m 11-04-1998 | Hitnotering: 17-01-1998 t/m 11-04-1998 | Hitnotering: 17-01-1998 t/m 11-04-1998 | Hitnotering: 17-01-1998 t/m 11-04-1998 | Hitnotering: 17-01-1998 t/m 11-04-1998 | Hitnotering: 17-01-1998 t/m 11-04-1998 | Hitnotering: 17-01-1998 t/m 11-04-1998 | Hitnotering: 17-01-1998 t/m 11-04-1998 | Hitnotering: 17-01-1998 t/m 11-04-1998 | Hitnotering: 17-01-1998 t/m 11-04-1998 | Hitnotering: 17-01-1998 t/m 11-04-1998 |
| Week                                   | 1                                      | 2                                      | 3                                      | 4                                      | 5                                      | 6                                      | 7                                      | 8                                      | 9                                      | 10                                     | 11                                     | 12                                     | 13                                     |                                        |
| -------------------------------------- | -------------------------------------- | -------------------------------------- | -------------------------------------- | -------------------------------------- | -------------------------------------- | -------------------------------------- | -------------------------------------- | -------------------------------------- | -------------------------------------- | -------------------------------------- | -------------------------------------- | -------------------------------------- | -------------------------------------- | -------------------------------------- |
| Positie                                | 91                                     | 44                                     | 34                                     | 30                                     | 27                                     | 24                                     | 15                                     | 23                                     | 35                                     | 47                                     | 58                                     | 71                                     | 85                                     | uit                                    |

### NPO Radio 2 Top 2000
| Nummer met noteringen in de NPO Radio 2 Top 2000 | '19  | '20  | '21  | '22  | '23  | '24  |
| ------------------------------------------------ | ---- | ---- | ---- | ---- | ---- | ---- |
| 't Dondert en 't bliksemt                        | 1253 | 1413 | 1416 | 1468 | 1509 | 1754 |

1. ↑  Een vetgedrukt getal geeft de hoogste notering aan.
2. ↑  2019 was het eerste jaar met een notering voor dit nummer.